# Alvin Weinberg
Alvin Martin Weinberg (ur. 20 kwietnia 1915 w Chicago, zm. 18 października 2006 w Oak Ridge) – amerykański fizyk, organizator badań naukowych.
Od 1955 do 1973 był dyrektorem Oak Ridge National Laboratory.
W 1963 napisał tzw. Raport Weinberga pt. Science, Government, and Information.